# كاي جهرينج
كاي جهرينج (بالألمانية: Kai Gehring)‏ هو لاعب كرة قدم ألماني في مركز قلب الدفاع، ولد في 12 فبراير 1988 في آيسلينغن في ألمانيا. لعب مع فيهين فيسبادن ونادي ساربروكن ونادي شتوتغارت ونادي نورنبرغ.

## وصلات خارجية
- كاي جهرينج على موقع قاعدة بيانات كرة القدم.إي يو (الإنجليزية)
- كاي جهرينج على موقع بيانات كرة القدم. دي إي (الألمانية)
- كاي جهرينج على موقع عالم كرة القدم.نت (الإنجليزية)